# Le Voyage dans la lune (operett)

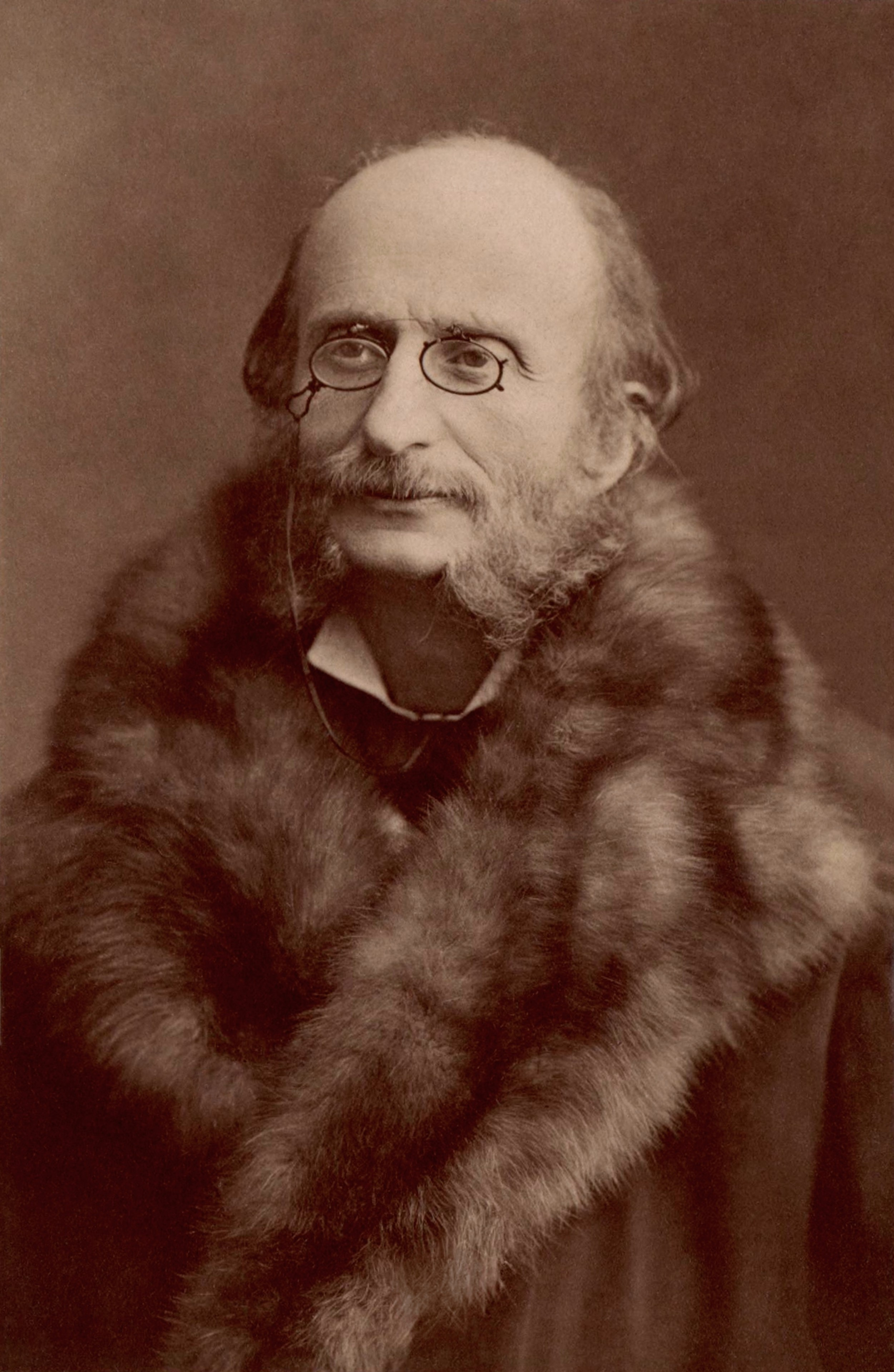
Jacques Offenbach

Le Voyage dans la Lune (Resan till månen) är en opéra bouffe-féerie i fyra akter och 23 scener med musik av Jacques Offenbach och libretto av Albert Vanloo, Eugène Leterrier och Arnold Mortier. Texten bygger delvis på Jules Vernes roman Från jorden till månen från 1865. Operetten hade premiär den 26 november 1875 på Théâtre de la Gaîté i Paris och sattes upp på nytt den 31 mars 1877 på Théâtre du Châtelet. Premiäråret 1875 var ett hektiskt år för Offenbach som även inkluderade den tredje versionen av Geneviève de Brabant, Les Hannetons, La Boulangère a des écus, La Créole och en vals till Tarte à la crême.

## Historia

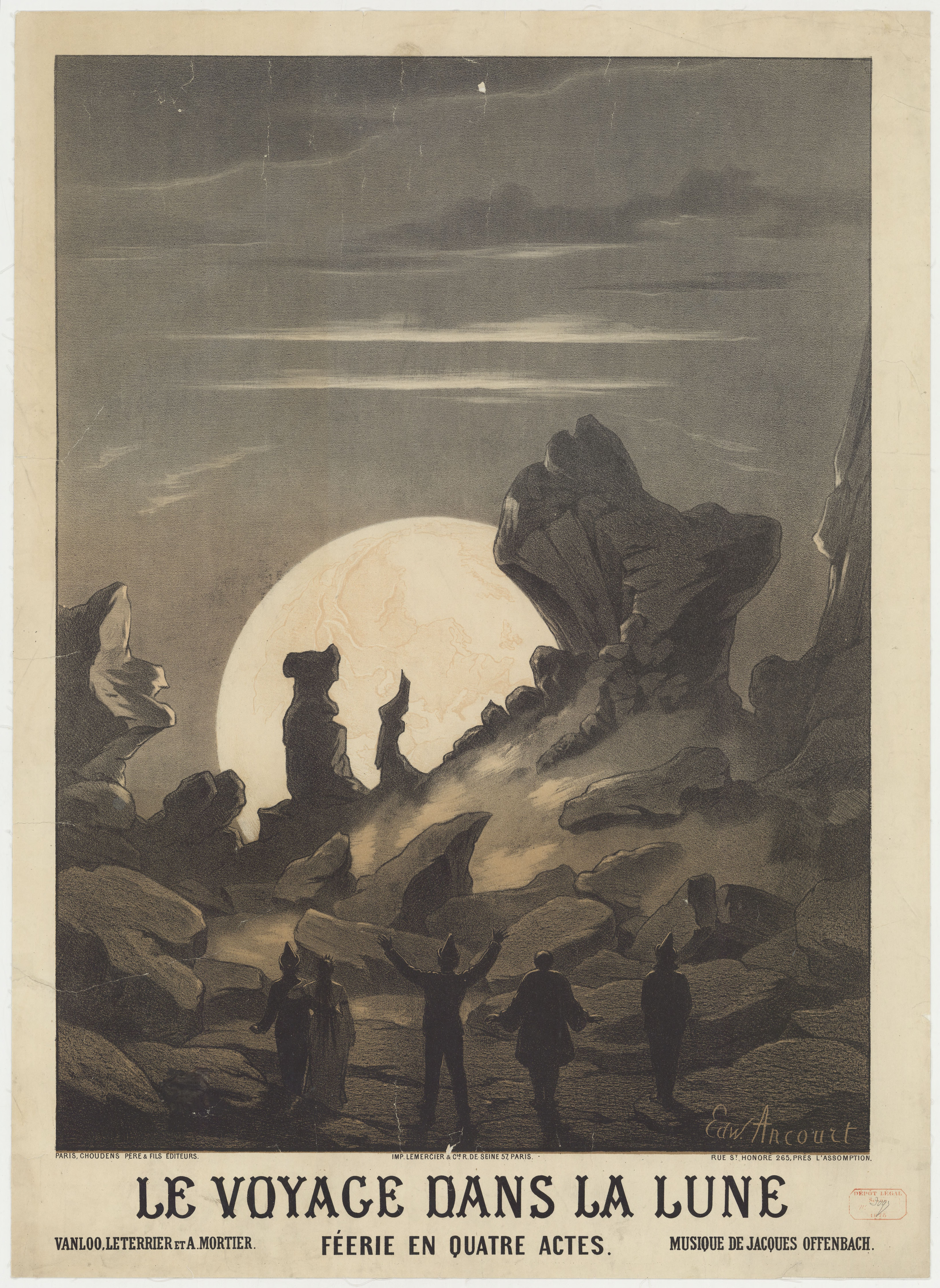
Affisch till premiären av operetten 1875 målad av Edward Ancourt.

### Bakgrund
Upprinnelsen till verket lades framför Offenbach medan han var chef för Théâtre de la Gaîté, men på grund av ekonomiska svårigheter kunde han inte åta sig projektet. Albert Vizentini, den nye chefen för teatern, tog upp idén och Offenbachs roll inskränktes till kompositör.
Albert Vanloo och Eugène Leterrier, i samarbete med Arnold Mortier (kolumnist i Le Figaro), skrev libretto. De hoppades kunna upprepa succén som Jules Vernes romaner hade haft (en annan roman, Jorden runt på 80 dagar, hade överförts till scenen av Verne själv 1874) och publikens smak för stora spektakel.
Några dagar efter premiären på Le Voyage dans la lune klagade Jules Verne över likheterna med sin roman: "Två dagar efter den första uppsättningen av Voyage à la lune [sic] tycks mig författarnas lån från 'Från jorden till månen' som startpunkt och från 'Till jordens medelpunkt' som upplösning obestridliga". Debatten verkar inte ha fortsatt eller ha slutat vänskapligt, ty 1877 baserade Offenbach sin Le Docteur Ox på en annan av Jules Vernes romaner, med dennes tillåtelse.
Siegfried Kracauer ser Le Voyage dans la lune som ett exempel på Offenbachs förkärlek för aktualiteter och "blandning av fakta och sagor, och byggandet av moderna utopier till pantomimens traditionella ramverk". I detta ingick en enorm kanon i akt I att skjuta upp karaktärerna till månen med, en sagolik frammaning av livet på månen samt ett vulkanutbrott i akt IV.

### Historia
Premiären av operetten ägde rum den 26 november 1875 på Théâtre de la Gaîté i Paris. Den franske korrespondenten för tidningen The Times skrev: "Stycket är, tror jag, en succé, dock mindre storslagen än [pjäsen från 1874] Le Tour de monde en quatre-vingt jours [sic] men kommer att märkas."
Inga utgifter hade sparats för scenerierna - de 24 majestätiska dekorerna av Cornil, Fromont och Chéret återskapade platser (såsom observatorier i Paris, en skyskrapa, en månfärd eller en vulkan) och skapade arkitektoniska fantasier (såsom ett glaspalats eller pärlgallerier). Bruket av lönndörrar och påhitt accentuerade överraskningseffekten hos publiken. Producenterna lånade till och med en dromedar från nöjesparken Jardin d'Acclimatation. De 673 kostymerna designades av Alfred Grévin och de två baletterna koreograferades av M. Justament. Huvudrollerna spelades av Zulma Bouffar (i en byxroll som Prins Caprice – recensioner konstaterade att hon "sjöng med esprit och agerade med intelligens och finess"), Christian (Vlan), Pierre Grivot (Microscope), Tissier (Cosmos) och Mlle Marcus (Fantasia). Vid premiären vann  Ronde des Charlatans, utförd av Zulma Bouffar och Christian, publikens bifall. Utanför teatern fanns en stor modell av månen som reklam.
Succén, vars premiär inbringade 3 898 francs, ledde till att teatern efter den sjunde föreställningen hade tjänat 10 018 francs. Le Voyage dans la Lune dominerade scenen det första spelåret: sju nyårsrevyer i Paris 1875-76 anspelade på den (Voyage de la Lune à Paris, Mme Angot dans la Lune, Le Voyage du Soleil, Les Voyageurs pour Belleville, Les Voyageurs pour la Lune, Allons voir la Lune, mon gars!, La Lune à Paris).
Rollen som Caprice spelades av Mme Peschard från 16 december 1875 till 16 februari 1876, då Zulma Bouffar var på turné i Sankt Petersburg i två månader. Från och med den 28 februari 1878 spelades tollen som Popotte av sångerskan "Thérésa". Offenbach hade skrivit fyra nya sånger till henne. Le Figaro noterade: "Thérésa och hennes sånger hade en stor effekt. I tredje akten var det speciellt två som hon utsmyckade med utsökt finess och konst."
Le Voyage dans la Lune sattes även upp i London på Alhambra den 15 april 1876, och i Wien på Theater an der Wien den 16 april 1876.
Den sista föreställningen på Théâtre de la Gaîté ägde rum den 25 april 1876 efter 185 föreställningar och 965 000 francs i biljettintäkter. Inom ett år sattes verket upp på Théâtre du Châtelet den 31 mars 1877 med många ur originalensemblen. Efter två månader lades uppsättningen ner den 31 maj 1877 med 247 spelade föreställningar och biljettintäkter på 226 457 francs.

## Personer

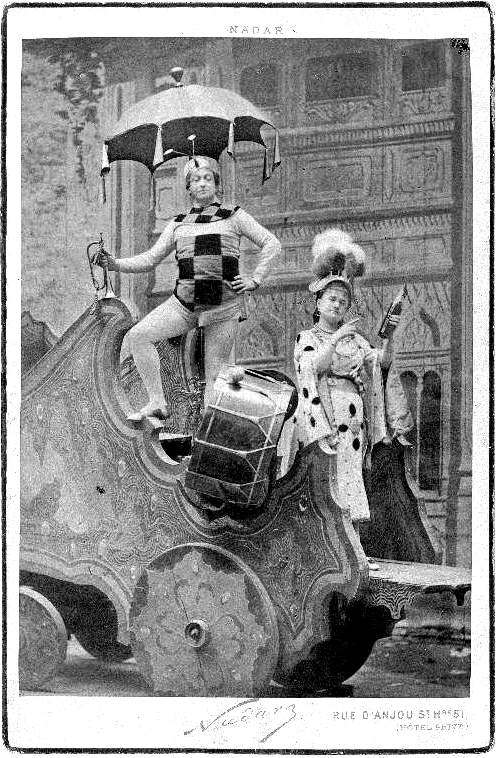
Christian (Vlan) och Zulma Bouffar (Prins Caprice) i Le voyage dans la Lune.

| Roller | Röststämma  | Premiärbesättning 26 November 1875 Dirigent: Albert Vizentini | Besättning (Châtelet) 31 mars 1877 |
| --- | ----------- | ------------------------------------------------------------- | ---------------------------------- |
| Kung Vlan | baryton     | Christian                                                     | Christian                          |
| Cosmos | bas         | Tissier                                                       | Tissier                            |
| Prins Quipasserparla                                                                                                   | tenor       | Habay                                                         | Habay                              |
| Microscope | tenor       | Pierre Grivot                                                 | Guillot                            |
| Cactus | tenor       | Laurent                                                       | Courtès                            |
| Cosinus |             | Étienne Scipion                                               | Jacquier                           |
| Parabase |             | Legrenay                                                      | Beuzeville                         |
| Phichipsi |             | Colleuille                                                    | Colleuille                         |
| Rectangle |             | Jules Vizentini                                               | Guimier                            |
| Oméga |             | Mallet                                                        | Auguste                            |
| Coefficient |             | Chevalier                                                     | Prudhomme                          |
| A-Plus-B |             | Henry                                                         | Panot                              |
| En vakt |             | É. Scipion                                                    | Jacquier                           |
| En borgare |             | J. Vizentini                                                  | Jacquier                           |
| En poet |             | Chevalier                                                     | Chevalier                          |
| En smed |             | Barsagol                                                      | Thuillier                          |
| Grosbedon |             | Chevalier                                                     | Prudhomme                          |
| Kommissarien | bas         | Gravier                                                       |                                    |
| En slavhandlare |             | Van-de-Gand                                                   | Gillot                             |
| En Sélénite |             | Bousquet                                                      |                                    |
| Prins Caprice | sopran      | Zulma Bouffar                                                 | Zulma Bouffar                      |
| Prinsessan Fantasia | sopran      | Noémie Marcus                                                 | Lynnès                             |
| Drottning Popotte | mezzosopran | Adèle Cuinet                                                  | Marcelle                           |
| Flamma | sopran      | Blanche Méry                                                  | Noel                               |
| Adja | sopran      | Maury                                                         | Géron                              |
| Phoebé |             | Dareine                                                       | Lévy                               |
| Stella |             | Davenay                                                       | Alice Régnault                     |
| En kvinnlig smed |             | Z. Bied                                                       | Rébecca                            |
| Hyperba |             | Baudu                                                         | Durand                             |
| Microma (eller Ita) |             | Blount                                                        | Capiglia                           |
| Bella |             | Godin                                                         |                                    |
| Medborgare, hovfolk, astronomer, smeder, artillerister, månfolk, rådmän, hovdamer, vakter, börsmäklare och spekulanter |             |                                                               |                                    |

## Handling

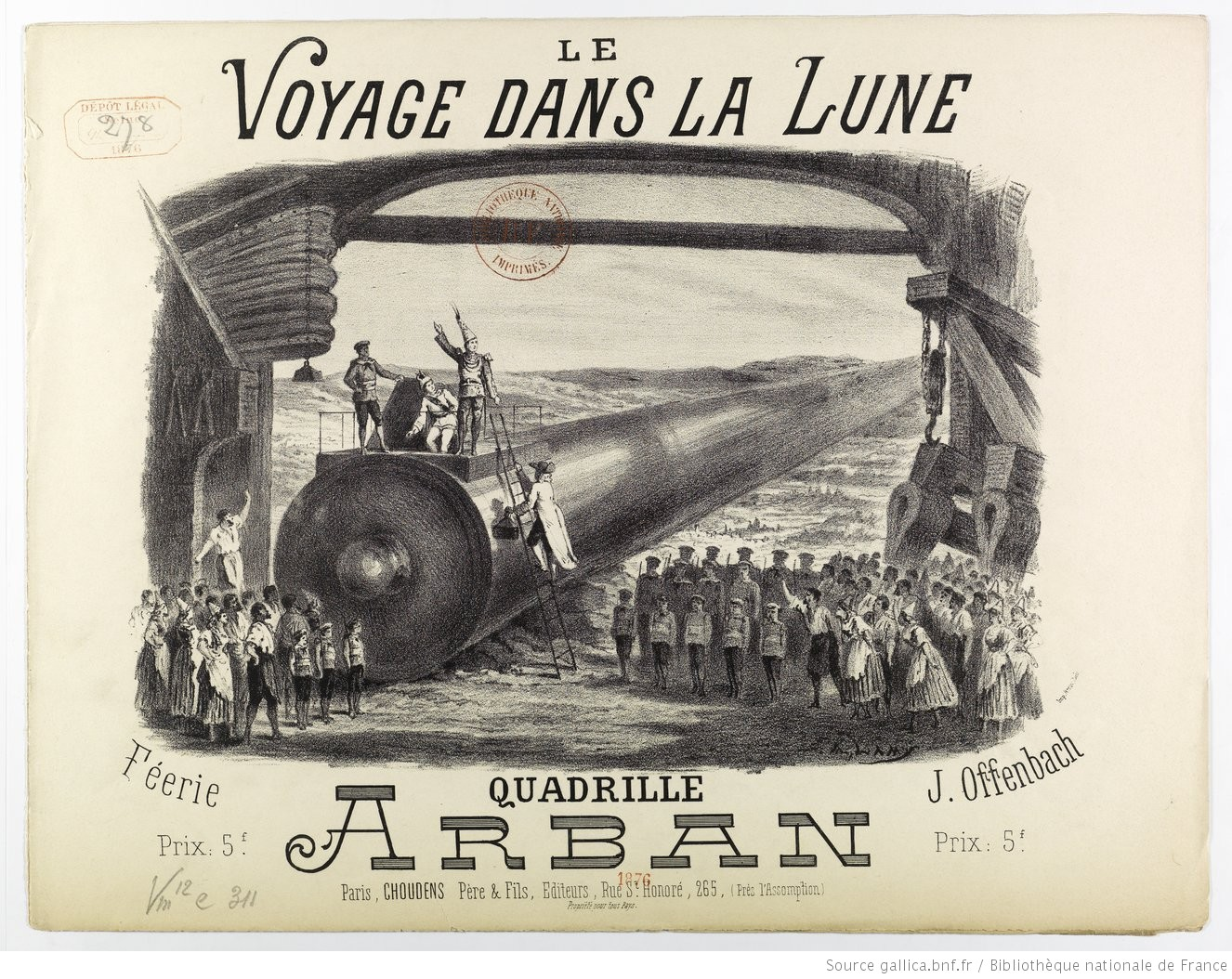
Klaverutdrag

### Akt 1

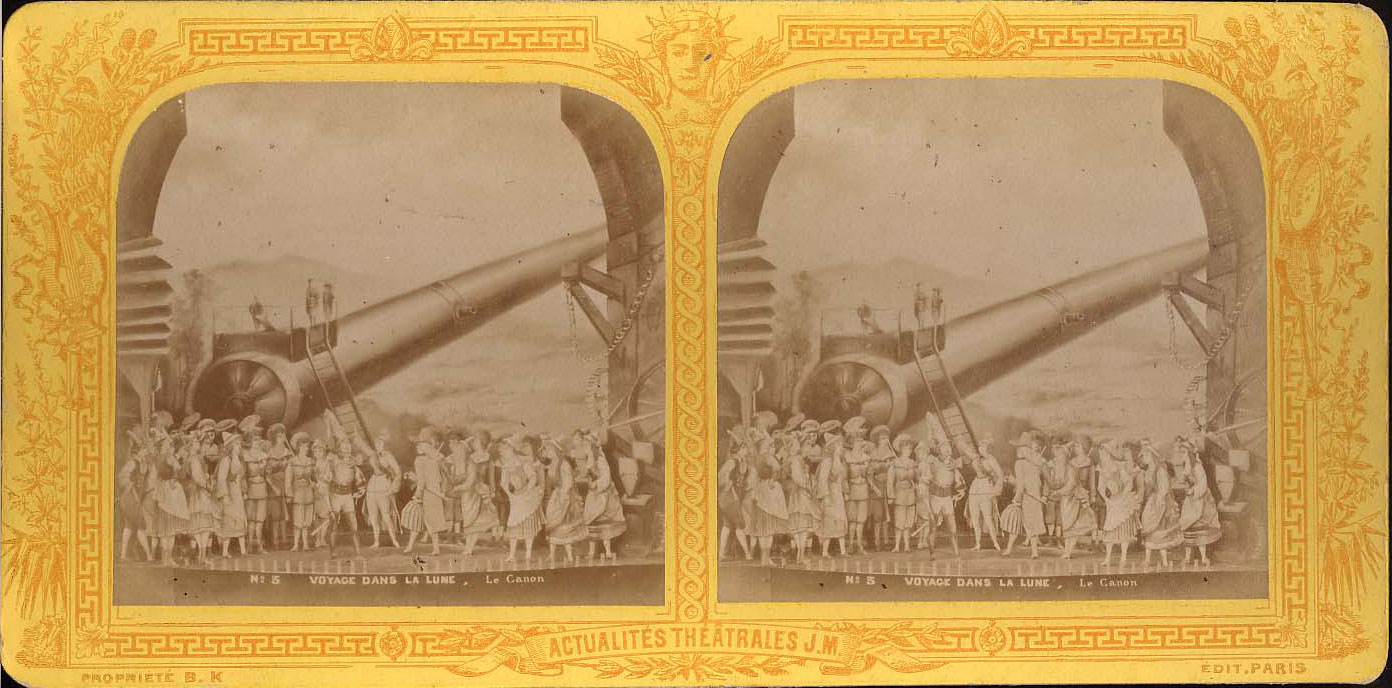
Le Canon (kanonen) – ett av tolv stereokort med bilder från operetten (ca. 1885)

Scen 1: Prins Caprice
Någonstans på jorden, på ett stort torg i en stad, förbereder kung Vlan en fest för sin son prins Caprice, som har återvänt hem efter en lång bildningsresa utomlands. När Caprice anländer överräcker kungen sin krona men Caprice vägrar ta emot den med motiveringen att han varken önskar styra eller gifta sig utan i stället vill ha frihet, rörelse, luft, rymd... När månen stiger upp får han idén vart hans nästa resa ska bära av. Han ber fadern att hjälpa honom till denna okända och outforskade plats. Vlan ger med sig och frågar kungarikets lärde man Microscope att finna ut en väg dit. Microscope svarar att man får bege sig till observatoriet.
Scen 2: På observatoriet
Astronomerna sätter sig emot förslaget och kräver en utredning. Caprice kör ut dem och hotar att göra samma sak med Microscope om han inte finner en väg till månen. Microscope föreslår att de ska mötas om åtta dagar och att han då ska ha kommit på hur man tar sig till månen.
Scen 3: I smedjan
Smederna slutför sitt arbete när Vlan och Caprice anländer åtta dagar senare. Microscope avslöjar hur de ska ta sig till månen: en granat uppskjuten med en kanon. Då det är troligt att projektet kommer misslyckas tvingas Microscope med på resan. Efter många intensiva övertalningsförsök från Caprice ger Vlan med sig och medföljer på resan.
Scen 4: Avfärden
Vlan, Caprice och Microscope går in i granaten. Artilleristerna tänder stubinen och med en stor explosion flyger granaten upp mot månen.

### Akt 2
Scen 5: Månen
Mystiska röster hörs och en stad med konstig arkitektur blir synlig.
Scen 6: Ankomsten
"Sélénites" (Månmänniskorna) betraktar skrämt en svart prick på himlen och de frågar om det kan vara något som "terriens" (Jordmänniskorna) har skickat för att utrota dem. Kung Cosmos av Månen och hans rådgivare Cactus lugnar dem - vetenskapen har bevisat att jorden är obebodd. Med en enorm smäll kraschlandar granaten på ett hus och Vlan, Caprice och Microscope kryper ut medan "sélénites" gömmer sig. De tre männen ser en övergiven planet och deras mod sjunker då de endast har äpplen kvar som proviant. Några månmänniskor kommer fram och Cosmos frågar jordmänniskorna var de kommer i från. Deras oförskämda svar gör att Cosmos fängslar dem, men Cosmos hustru Popotte och dotter Fantasia anländer. Det är Fantasias födelsedag och hon ber fadern att skona fångarna och frige dem som en present till henne. Cosmos går med på det och föreslår att jordmänniskorna ska gästa hans palats.
Scen 7: Glaspalatset
Cosmos och Cactus visar Vlan, Caprice ich Microscope månens administration. På månen är det inget roligt att arbeta för kungen och om ingen kandidat finns väljs den tjockaste ut.
Scen 8: Pärlemorgalleriet
Caprice uppvaktar Fantasia, men hon förstår inte var kärlek är då det inte existerar på månen annat än som sjukdom - om man vill ha ett barn frågar man sig själv om det finns en marknad där det kan blomstra.
Scen 9: Parken
Caprice är förtvivlad över Fantasias oförmåga att älska honom, och han äter ett äpple. Prinsessan ger sig i väg för att leta efter honom. Attraherad av frukten (okänd för henne) smakar hon det. Omedelbart blir hon förälskad i Caprice och alla i palatset rasar.
Scen 10: Lurande skuggor
Medan natten faller ändras scenen och fantomlika varelser visar sig med ljus i huvudena.
Scen 11: Cosmos trädgård
I en stor trädgård med blommor och vatten syns stjärnor överallt och konstiga varelser dansar.

### Akt 3
Scen 12: Konsultationen
Kungadömets doktor undersöker Fantasia som sitter inlåst på sitt rum, galen av kärlek. Hon flyr och träffar Caprice. För att rädda henne föreslår Caprice att de ska ge Cosmos en kärleksdryck gjord på äpplen. På grund av Fantasias ohjälpliga kärlekskrankhet vill Cosmos sälja henne, vilket är kutym på månen när en kvinna upphör att lyda. Caprice lovar Fantasia att han ska köpa henne.
Scen 13: Kvinnomarknaden
På månen är kvinnomarknaden likvärdig med börsmarknaden. Microscope anklagas av Caprice för att köpa prinsessan och i mötet med Quipasseparla (börschefen) förhandlar han med denne utifall 'börsen' går upp. Quipasseparla accepterar inte detta och blir förgiftad så han inte kan delta i köpet. Vlan och Caprice anländer utklädda till charlataner. De förespråkar en dryck som bland annat kommer göra feta människor smala. Drycken är värdefull och endast kungen är värdig den. Cosmos smakar och får panik när han tror han har blivit förgiftad - i själv verket är det ren alkohol. Quipasseparla vinner Fantasia på marknaden.
Scen 14: De fetas rike
Quipasseparla och hans harem anländer till de fetas rike där de stannar på ett värdshus. Microscope kommer följd av Popotte som i sin tur följs av Cosmos som har förälskat sig i henne. Popotte är inte intresserad så Cosmos har fått henne att dricka kärleksdrycken, men just då går Microscope förbi och Popotte blir blixtförälskad i honom! Vlan och Caprice kommer för att leta efter Fantasia. Vlan stannar och äter medan Caprice hittar Fantasia och flyr med henne. Vlan och Microscope demaskeras. Kungens vakter har hittat Caprice och Fantasia. Quipasseparla återlämnar prinsessan. I landet följer vinter omedelbart på sommaren så de tvingas återvända i snöstorm.
Scen 15: 50 minusgrader
Snöflingornas stora balett: denna scen var uppkomst för de populära snödanserna, varav den mest kända är den i Nötknäpparen.

### Akt 4
Scen 16: Fängslandet av äppelplockarna
Månkvinnorna upptäcker kärleken, men kung Cosmos vill inte veta av den. Vlan, Caprice och Microscope förs in och döms "att tillbringa fem år i en utdöd vulkan, där kommer förnekas all form av näring".
Scen 17: Glaciären
De först till vulkanens topp och placeras i en korg tillsammans med Cosmos och firas ned i kratern.
Scen 18: Kratern
Väl nere på botten kapar Popotte repet och förebrår sin make för att denne velat döda Microscope. Fantasia har gömt sig i korgen och vill dö med Caprice. Cosmos lovar att fångarna ska friges om de kan finna en utväg.
Scen 19: På insidan av vulkanen
De letar efter en utväg bland muller och dån. Vulkanen börjar få ett utbrott.
Scen 20: Utbrottet
Scenen fylls av eld och röd; Microscope skjuts ut i rymden av en explosion; Vlan och Cosmos letar efter en utväg. Lava fyller scenen.
Scen 21: Askregnet
Aska faller ner och täcker scenen.
Scen 22: På vulkanens topp efter utbrottet
Caprice, Fantasia, Cosmos och Vlan ligger avsvimmade på marken. Microscope har gömt sig i en skreva och väcker dem. Popotte rusar mot dem - de är räddade.
Scen 23: Le Clair de terre (Jordsken – en ordlek på Clair de Lune [Månsken])
Jorden stiger och skiner på scenen med sitt polarsken - folk rusar in och sjunger finalkören och hälsar jorden vars sken lyser genom rymden.

## Musiknummer
- Ouvertyr[18]

### Akt 1
1. Kör: 'Quelle splendide fête' (kör)
2. Couplets du roi Vlan: 'Vlan, Vlan, je suis Vlan' (Vlan, kör)
3. Kör: 'Rataplan, rataplan' (Kör, Vlan, Microscope), prins Caprices kuplett: 'Ah ! j'en ai vu!' (Caprice, kör)
4. Romance de Caprice: 'Ô reine de la nuit' (Caprice)
5. Astronomernas kör: 'Les cieux...' (Kör)
6. Gjutarnas kör: 'À l'ouvrage!' (kör)
7. Valse chantée/Rondeau: 'Monde charmant que l'on ignore' (Caprice)
8. Final: 'En route pour la lune!' (Kör, Microscope, Vlan, Caprice), Chorus des artilleurs: 'Nous sommes les petits artilleurs' (Kör, Vlan, Microscope, Caprice)

- Mellanspel

### Akt 2
1. Kör (off-stage): 'Ah !' (kör)
2. Kör: 'C'est un point noir' (kör)
3. Granatrondo: 'Dans un obus qui fend l'air' (Caprice, Microscope, Vlan)
4. Couplets de Fantasia: 'Tu devais, le jour de ma fête' (Fantasia)
5. Chorus et marche: 'Salut à notre roi' (kör)
6. Rådgivarnas entré
7. Madrigal: 'Je regarde vos jolis yeux' (Caprice)
8. Morceau d'ensemble: 'Ne jamais rien faire' (Flamma, kör, Cosmos, Popotte, Microscope, Vlan)
9. Duo des pommes: 'Mon Dieu ! qu'ai-je ressenti là?' (Fantasia, Caprice)
10. Ballet des chimères

- Mellanspel

### Akt 3
1. Vaktkör: 'Je suis le garde' (kör)
2. Hovdamernas kuplett: 'Elle disait: ah! viens encore' (Flamma, kör)
3. Prinsessans ariette: 'Je suis nerveuse' (Fantasia)
4. Marknadskören: 'C'est le marché' (kör)
5. Rondo de Quipasseparla: 'Le prince Quipasseparla' (Quipasseparla, kör)
6. Kör: 'Ah ! quelle musique' (kör), Ronde des charlatans: 'Ohé, ohé petits et grands' (Caprice, kör)
7. Adieux des demoiselles d'honneur: 'Adieu notre compagne!' (Kör, Fantasia, Cactus, Popotte, Quipasseparla), Scène de la vente
8. Final de la neige: 'Courons tous' (Kör, Quipasseparla, Fantasia, Caprice, Popotte, Vlan, Cosmos)
9. Snöflingornas balett

- Mellanspel

### Act 4
1. Ronde des pommiers: 'Holà ! que chaque fillette' (Adja, Flamma, kör)
2. Chorus du tribunal: 'Voici le tribunal' (kör)
3. Le volcan (melodrama)
4. Clair de terre (final): 'Nous te saluons, ô terre' (kör)